# Basilique Notre-Dame-de-l'Assomption de Maastricht
Cette  basilique n’est pas la seule basilique Notre-Dame-de-l'Assomption.
La basilique Notre-Dame-de-l’Assomption (en néerlandais : Basiliek van Onze-Lieve-Vrouw-Tenhemelopneming, en maastrichtois : Slevrouwekerk ou Sterre-der-Zee), appelée plus simplement basilique Notre-Dame, est une basilique située dans la ville de Maastricht. Elle se trouve au numéro 9 de la place Notre-Dame.
Elle fait partie du top 100 des monuments nationaux des Pays-Bas (nl).

## Histoire

### Moyen Âge

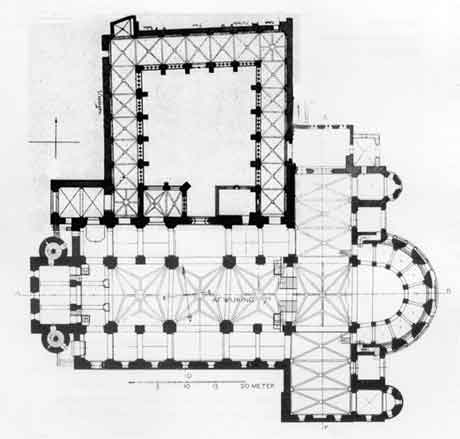
Plan de la basilique et du cloître.

Jusqu'au XIIe siècle, la documentation sur la basilique Notre-Dame est très limitée car les archives de l'église ont été perdues pendant la période française. Il est généralement admis que l'église actuelle en a remplacé une autre, voire plus. La première de ces églises pourrait être la plus ancienne de Maastricht, et donc des Pays-Bas. Elle aurait été construite par saint Servais contre les murs du castrum romain d'origine, peut-être à l'emplacement d'un ancien sanctuaire païen. L'église semble avoir été la cathédrale de l'éphémère diocèse de Maastricht, attesté entre les IVe siècle-Ve siècle, date à laquelle Maastricht succède à l'évêché de Tongres et avant le départ de l'évêque à Liège (cathédrale Saint-Lambert) au VIIIe siècle. Le patronage de Marie et les liens étroits entre le chapitre de Saint-Servais et celui de la cathédrale de Liège sont indiqués par plusieurs signes. En dépit des fouilles archéologiques, il y a peu de certitude sur les différents pasteurs de cette église.
L'actuelle basilique date en grande partie des XIe et XIIe siècles. Dans les chroniques du XIe siècle, les évêques de Cambrai mentionnent la consécration de la crypte par Baldéric II,
prince-évêque de Liège de 1008 à 1018. Peu de temps après, la crypte de la basilique s’effondra et des piliers supplémentaires furent ajoutés lors de sa reconstruction pour supporter le poids du chœur. Les fondations de la partie ouest furent aussi refaites vers l'an 1000. Les pierres angulaires grises, qui proviennent probablement des murs et des portes du castrum romain démoli en 313, sont restées sur le site et ont été réemployées pour la basilique.
Vers l'an 1000, le chapitre comptait une vingtaine de chanoines, nombre réduit plus tard à 18. Les chanoines vivaient jusqu'en 1200 dans une communauté de vie spirituelle mais, au fil du temps, ils se sont déplacés dans les maisons dans le voisinage de l'église. Les chanoines du chapitre de Notre-Dame étaient nommés par l'évêque de Liège et le prévôt était choisi parmi les membres du chapitre de la cathédrale Saint-Lambert. Dans les anciens documents, les paroissiens de Notre-Dame sont désignés comme appartenant à la Familia Sancti Lambertii. Le chapitre se composait de vingt prébendes et de plus ou moins 100 personnes (composés de laïcs et de membres du clergé). En 1343, l'église, à l'instar de l’église Saint-Servais, n'était que collégiale. Le siège de la paroisse a ensuite été transféré à l'église Saint-Nicolas, de construction récente, située aux abords de Notre-Dame. En outre, la paroisse comptait trois autres chapelles : la chapelle Saint-Hilaire (sur le site de l'actuelle église wallonne), la chapelle Saint-Evergislus (à l'angle de Kesselskade et Maastrichterbrugstraat) et la chapelle mineure de Marie (également connue sous le nom de Marie-à-Côte, sur le site de l'église des Augustins dans la Mariastraat).
Au Moyen Âge, les archives étaient stockées dans la tour Barbara, la tour sud.

### Période française
La basilique Notre-Dame a traversé la période française relativement bien en dépit de sa confiscation en 1794, après la prise de Maastricht par le général Kléber. Le chapitre fut fermé en 1798 et l'église perdit beaucoup de ses biens, y compris quelques joyaux du trésor. L'église elle-même fut transformée en écurie et en forge. L'église désaffectée occupée par la communauté catholique en 1837 devait être rachetée par le gouvernement néerlandais. Cette même année, le siège de la paroisse Saint-Nicolas fut transféré de l'église Saint-Nicolas (démolie en 1838) à la basilique Notre-Dame. En outre, une statue en bois polychrome du XVe siècle, icône de Marie, étoile de la mer (Sterre der Zee) fut aussi attribuée à l'église. Elle est exposée dans la chapelle de Mérode qui jouxte la basilique et est portée en procession dans la ville lors de la fête de Saint-Servais.

### Restaurations auXIXesiècle

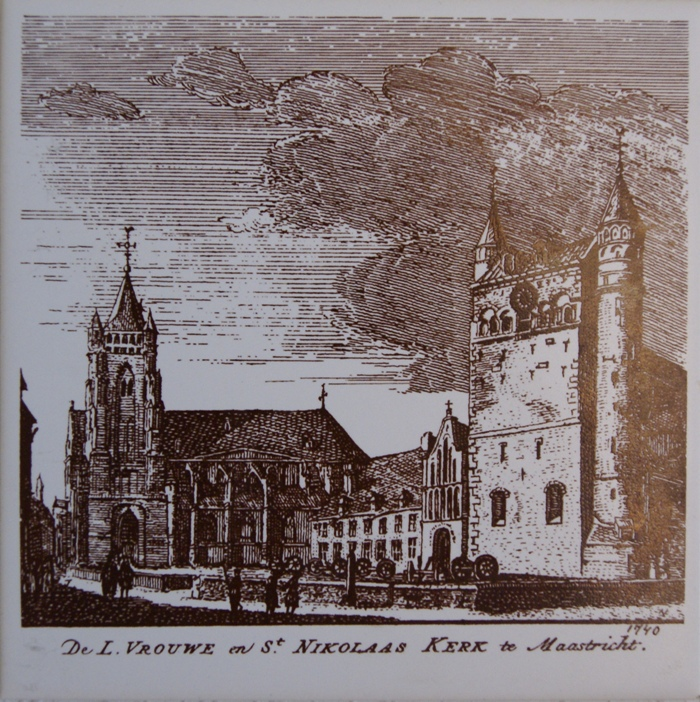
La basilique Notre-Dame et l'église Saint-Nicolas en 1740.

Après l'occupation française, des restaurations provisoires furent engagées, mais à la fin du XIXe siècle, l'église restait dans un mauvais état général. De 1886 à 1916, une restauration majeure eut lieu sous la direction de l'architecte de Ruremonde Pierre Cuypers. Dans le même temps, il revint sur un grand nombre de changements et d'ajouts qui avaient été faits après les années 1200. Certaines parties de l'église, comme le chœur à l'Est, devaient être reconstruites entièrement. La tour Barbara et la tour au nord du chœur ont été reconstruites par Cuypers. Sur le côté sud, les fenêtres gothiques ont été murées. L'intérieur de l'église a été dépouillé des revêtements baroques et néoclassiques et ramené à l'état d'« origine » c'est-à-dire « romain »).

### Réhabilitation auXXesiècle
Le 20 février 1933, l'église fut élevée par le pape Pie IX en basilique mineure. En tant que telle, elle eut le droit de porter trois insignes honorifiques : l'ombrellino, le tintinnabule et les armoiries papales. Ces signes se trouvent dans le chœur, sauf pendant la Semaine sainte : le jeudi saint, après la messe, les attributs sont mis de côté. Pendant la procession de la ville (Bidwegprocessie, chaque année vers le 15 mai), les signes honorifiques sont sortis.
Au cours de la Seconde Guerre mondiale, la basilique fut préservée. Cependant, en 1943, la grande cloche a été volée par les Allemands.
En 1990, la basilique a été dotée d'armoiries officielles. L'octroi d'armoiries à une autorité ecclésiastique est exceptionnel. La révélation des armes a été faite par l'évêque de Ruremonde d'alors, Mgr. Joannes Gijsen. La partie supérieure de l'arme, en vert, fait référence au statut spécial d'ancien siège du diocèse de Maastricht. L'étoile jaune sur fond bleu symbolise Marie et l'étoile blanche est le symbole de la ville de Maastricht. Au bas de l'arme se trouve l'inscription « Solium Gloriae Dei » (« Le trône de la gloire de Dieu »).

## Description

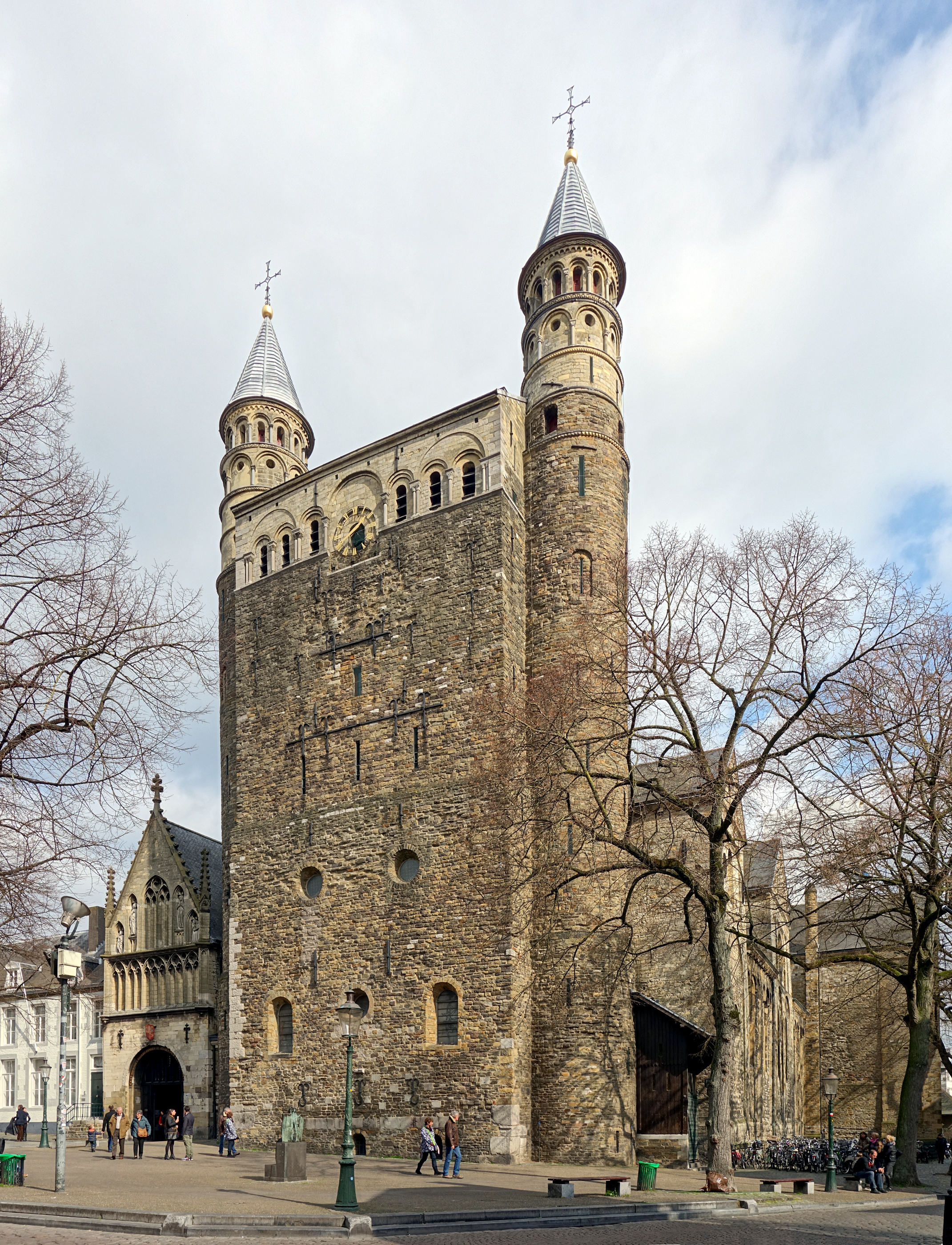
Le massif occidental.

### Extérieur
Le bâtiment est en grande partie construit dans le style roman et est considéré comme l'une des églises de l'art mosan, caractérisée par la présence de pseudotransepts et de travées servant à soutenir la voûte. La basilique Notre-Dame a, de chaque côté, deux tours. La partie la plus frappante de l'église est le massif occidental (datant du XIe siècle), un mur massif de grès avec ses deux tours. La nef remonte en grande partie à la seconde moitié du XIIe siècle. Lors des restaurations à la fin du XIXe siècle et au début du XXe siècle, le caractère médiéval de l'église fut fortement souligné.
À l'est de la nef se trouve le vrai transept. Le chœur date des années 1150-1175 et a remplacé un chœur construit quelques décennies plus tôt. Les tours de chaque côté du chœur ne sont plus présentes, mais il reste la crypte. Les plans ont probablement été modifiés sous l'influence de la construction de la nouvelle cathédrale Saint-Lambert de Liège. Cependant, le chœur actuel est entouré de tours plus éloignées. Celles-ci, restaurées, ont des flèches de pierre massive et un toit en forme de losange. Ce type de flèche, moins sensible aux incendies, fit que la tour Barbara était adaptée au stockage des archives de la ville.
Un portail gothique à côté du massif occidental donne accès à l'église. Ce portail date du XIIIe siècle, il fut reconstruit vers 1500 dans un style gothique tardif avec la chapelle de Merode. Le cloître roman initial fut remplacé seulement en 1558-1559 par un cloître de style gothique tardif (avec quelques touches de la Renaissance).

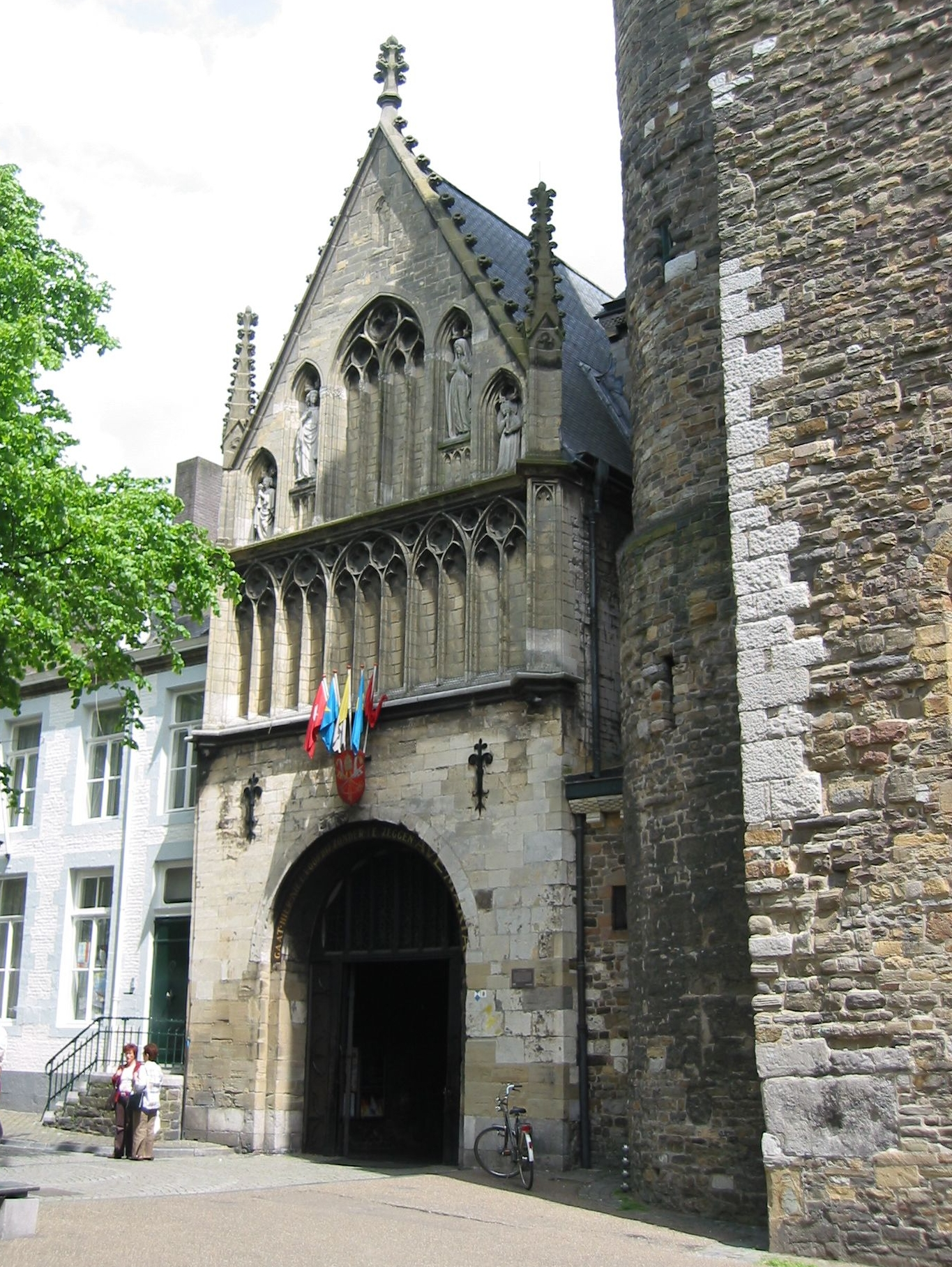
Entrée de la chapelle Marie-de-la-Mer.
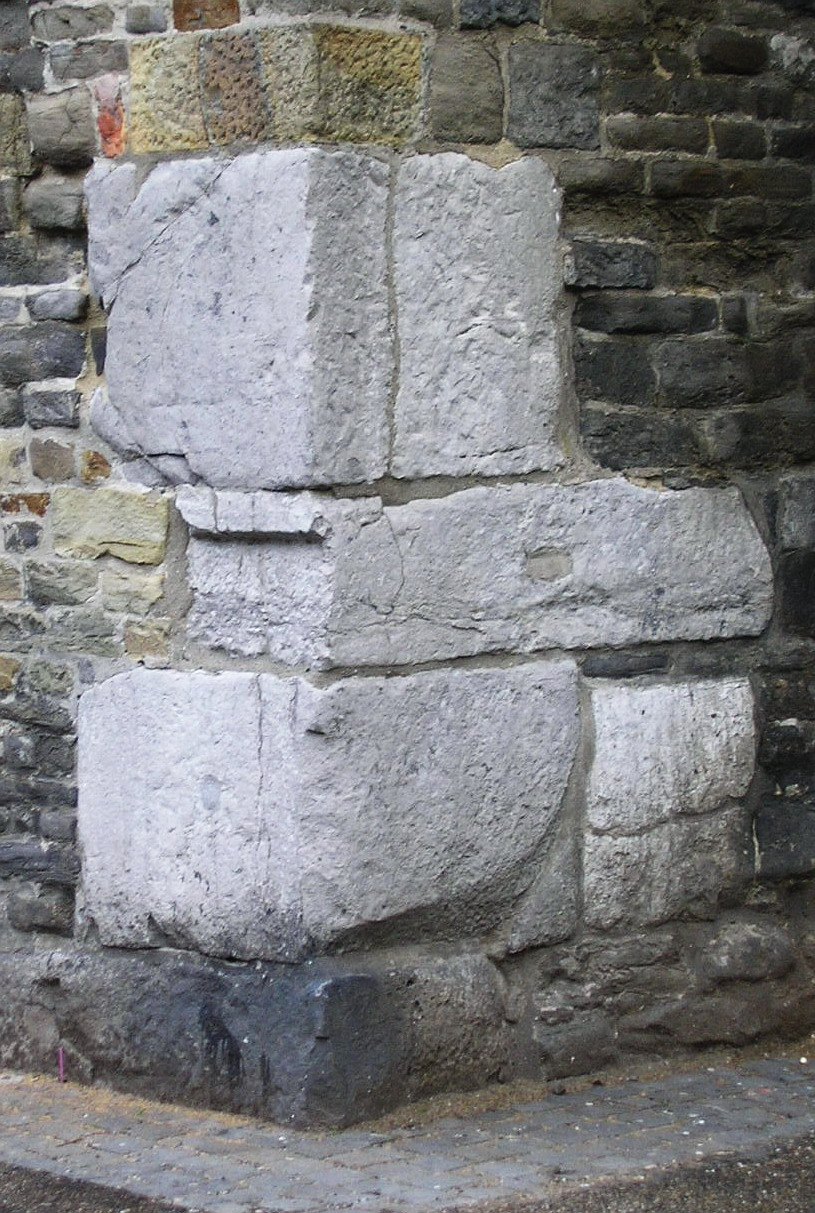
Les réemplois de pierre sur le massif occidental.
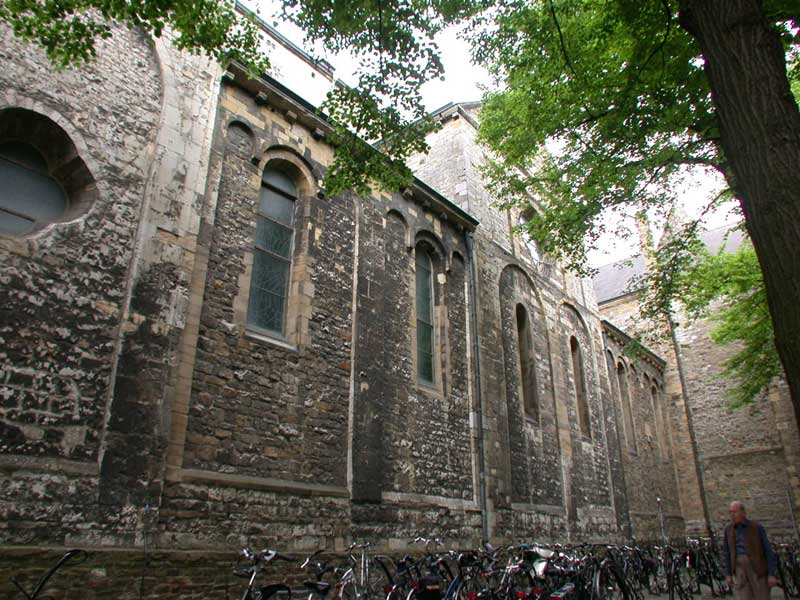
Pseudo-transpepts sud.
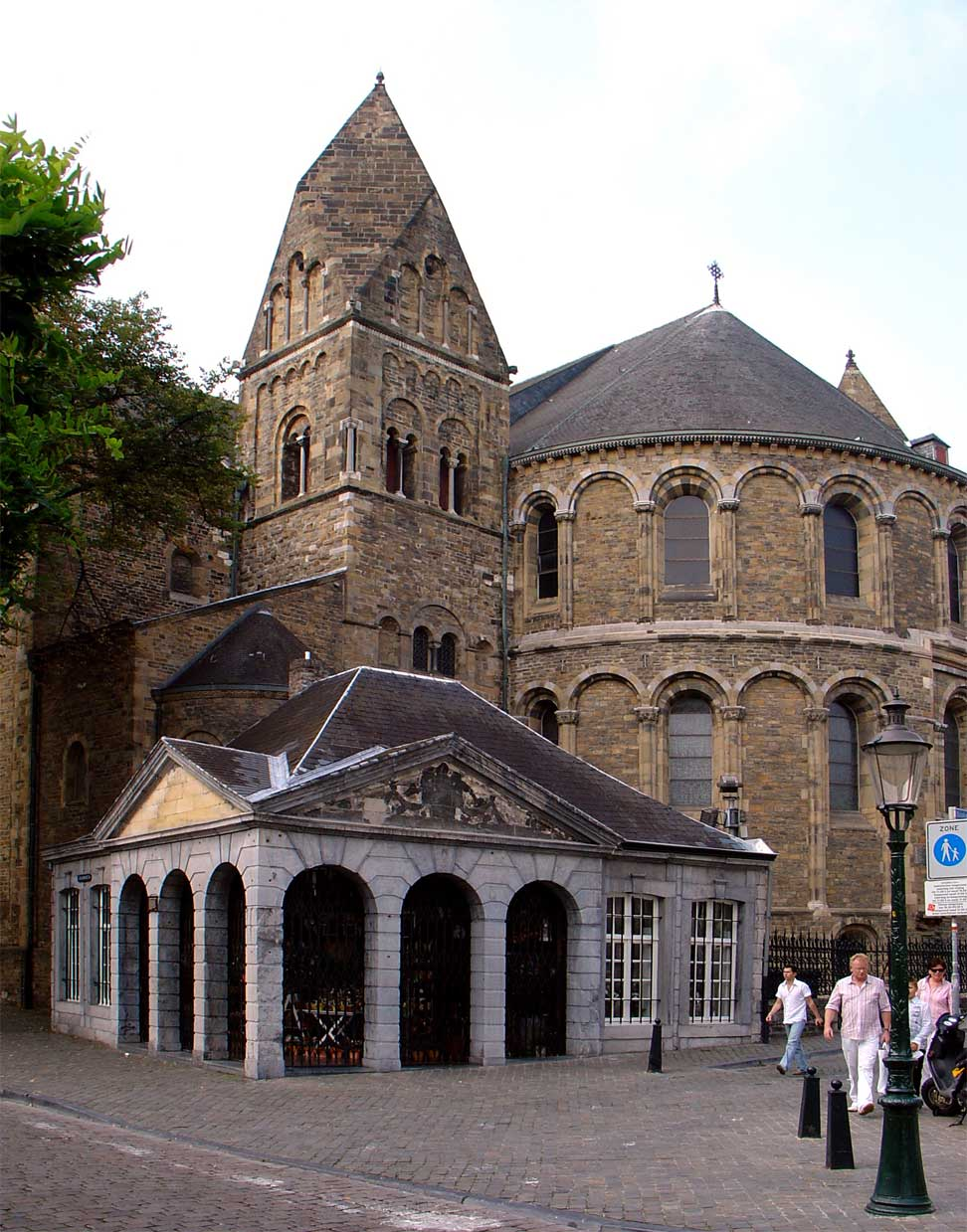
Abside et tour Barbara.

### Intérieur et cryptes

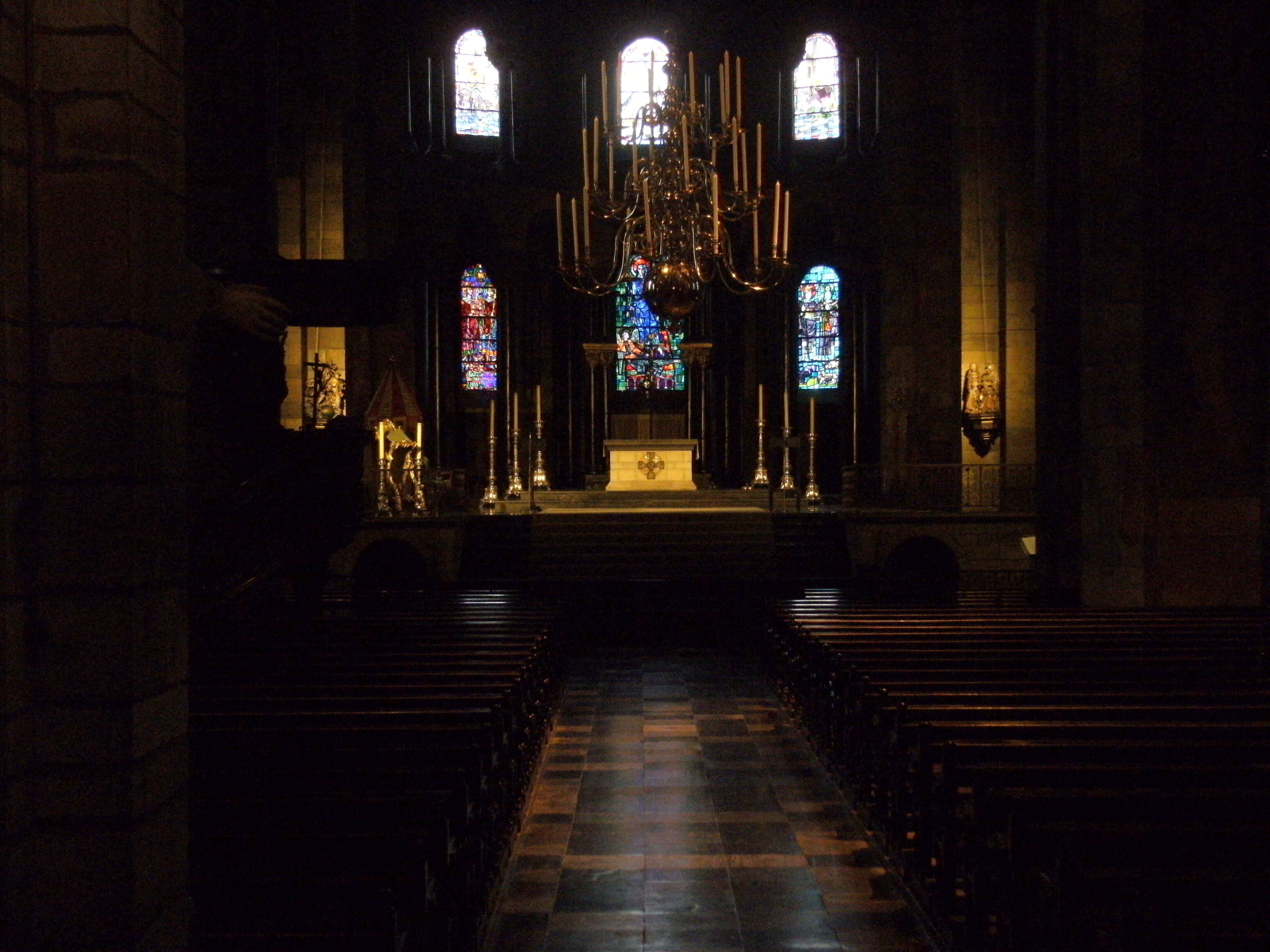
Intérieur restauré par Pierre Cuypers.

La basilique possède deux cryptes, la crypte sous le chœur principal à l'est et une petite crypte sous le massif occidental.
Malgré plusieurs changements au cours des périodes ultérieures (y compris le remplacement de la petite voûte gothique en voûte traversante au XVIIIe siècle), l'intérieur de l'église dégage une atmosphère romaine « authentique », principalement en raison des petites fenêtres qui laissent entrer suffisamment de lumière. C'est en grande partie le travail de l'architecte Pierre Cuypers. Bien que l'intérieur de l'église ait été dépouillé de son plâtre par Pierre Cuypers au début du XIXe siècle, l'histoire mouvementée du bâtiment est lisible. Certaines peintures murales datent du Moyen Âge (y compris la Sainte-Catherine, du XIVe siècle). La fresque de Saint-Christophe et l'Enfant Jésus  sur un pilier remonte à 1571. La grande peinture dans la voûte du chœur est néo-romane et date de l'époque de Pierre Cuypers. La plupart des vitraux sont du XIXe ou XXe siècle. Sont remarquables les fenêtres de Henri Jonas de 1939-1942, celles de Daan Wildschut (par exemple, dans le chœur, 1987) et trois fenêtres d'albâtre (1995) de Marien Schouten sur le massif occidental.
L'église possède un grand nombre de peintures et de sculptures. Les peintures les plus importantes sont : une peinture sur panneau de bois De droom van Jakob (flamand, vers 1500-1550), une grande toile de la Sainte Famille (sud des Pays-Bas, vers 1600), un grand tableau de la Crucifixion (sud des Pays-Bas, XVIIe siècle), deux toiles (une avec H. Caecilia et l'autre avec H. Agnes, attribuées à Érasme II Quellin, XVIIe siècle). Les statues peuvent être mentionnés : une pietà allemande du XIVe siècle, la statue de Marie dans la chapelle Sterre der Zee du XVe siècle et une statue mariale du  XIVe siècle, deux statues de Sainte Anne et Saint Christophe (attribuées à Jan van Steffeswert, vers 1500), une statue du XVIIe siècle de Catherine de Sienne, une statue de Saint Roch du XVIIIe siècle et une statue de la Sainte Trinité de 1716.
L'inventaire des biens de l'église est mouvementé. En 1380, l'église comptait 33 autels. Une grande partie a disparu à la période française et la période de troubles qui suivit. Parmi les biens précieux de l'église, bien qu'endommagés, se trouvent les fonts baptismaux d'Aert van Tricht (vers 1500) dans le chœur à l'ouest. Avec l'élimination de la Compagnie de Jésus en 1773, le confessionnal et la chaire de l'église jésuite de Maastricht revint à l'église Saint-Nicolas, le « Slevrouwe ». Les cinq confessionnaux baroques sont encore utilisés chaque samedi. La chaire de 1721, de style Louis XIV, surmontée d'une grande caisse de résonance, est en mauvais état et n'est plus utilisée. L'autel (XVIIIe siècle) dans le transept sud provient de l'ancienne église Saint-Nicolas. Le jubé du XVIIIe siècle et les stalles ont été préservés lors de la restauration de Pierre Cuypers. Le porche a été démoli et les stalles ainsi qu'une série de peintures de Jean-Baptiste Coclers ont été déplacés dans la basilique de Meerssen. En 1865, Petrus Regout a fait don à l'église d'un lustre en laiton en provenance de l'église Saint-Laurent de Rotterdam.
L'orgue a été construit en 1652 par le facteur d'orgues Andries Severijn (d'où son nom : Séverin-orgel) et contient plus de 3000 tuyaux (Groot Regaal et Positief). Cet orgue a été restauré vers 1985 pour récupérer sa tonalité originale. Pour cela, tous les tuyaux ont dû être retirés et replacés à leur place d'origine.

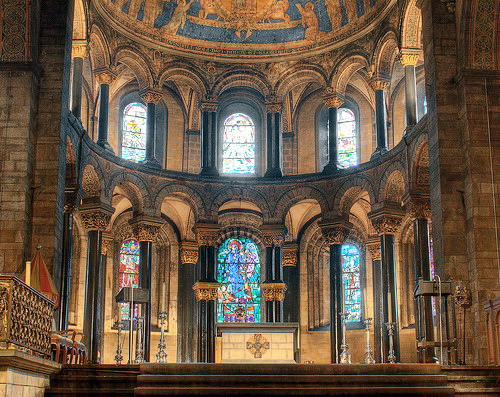
Double colonnade entre chœur et déambulatoire.
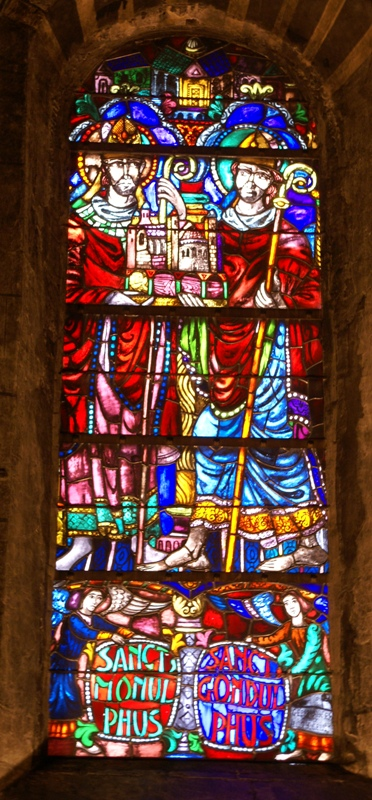
Vitrail de Daan Wildschut.
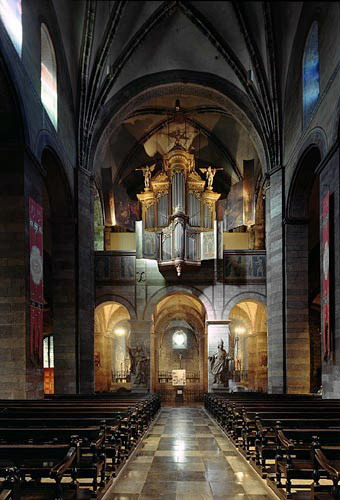
Intérieur vers l'ouest avec le Séverin-orgel.
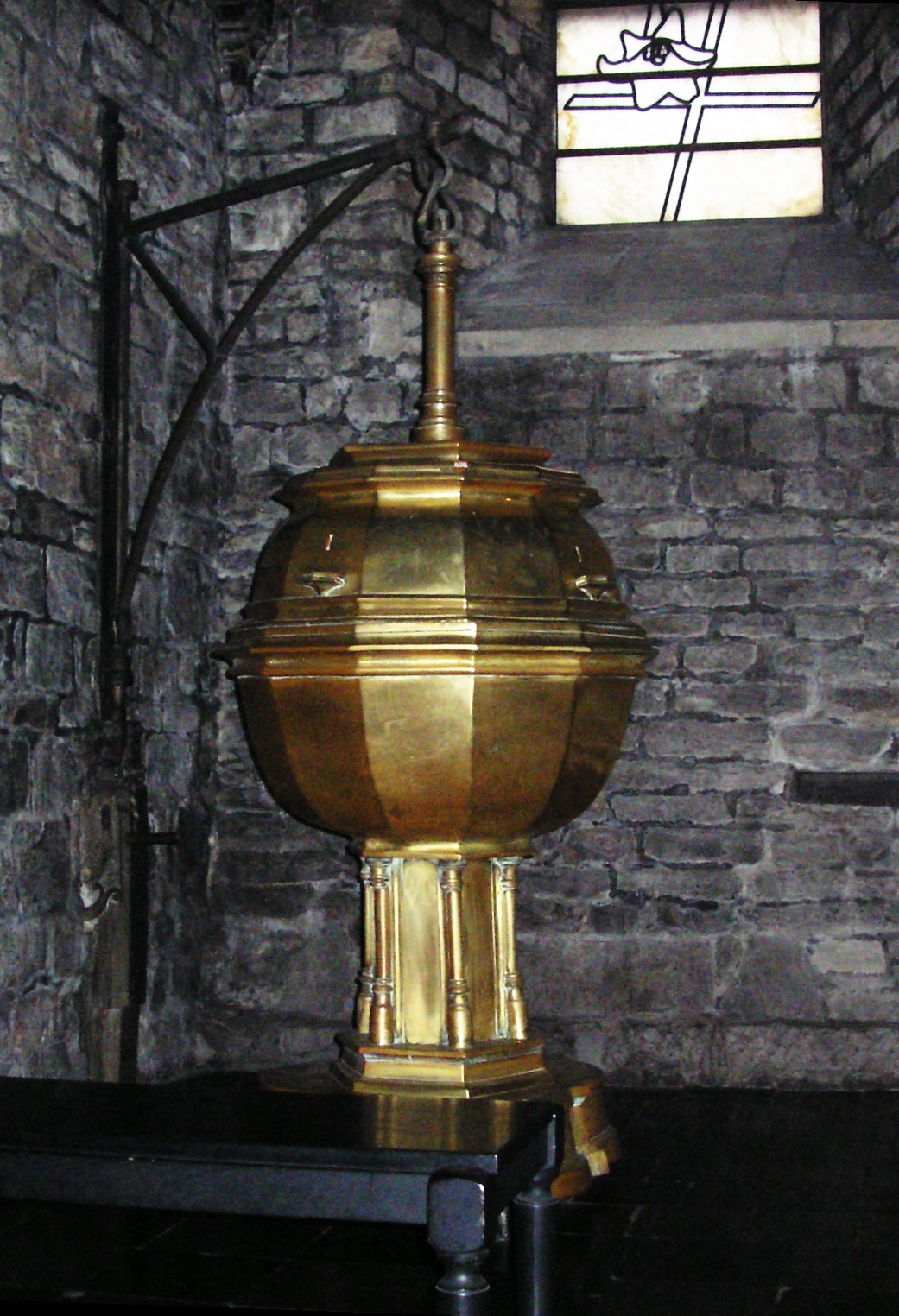
Fonts baptismaux de Aert van Tricht vers le massif occidental.

### Sculptures et chœur oriental

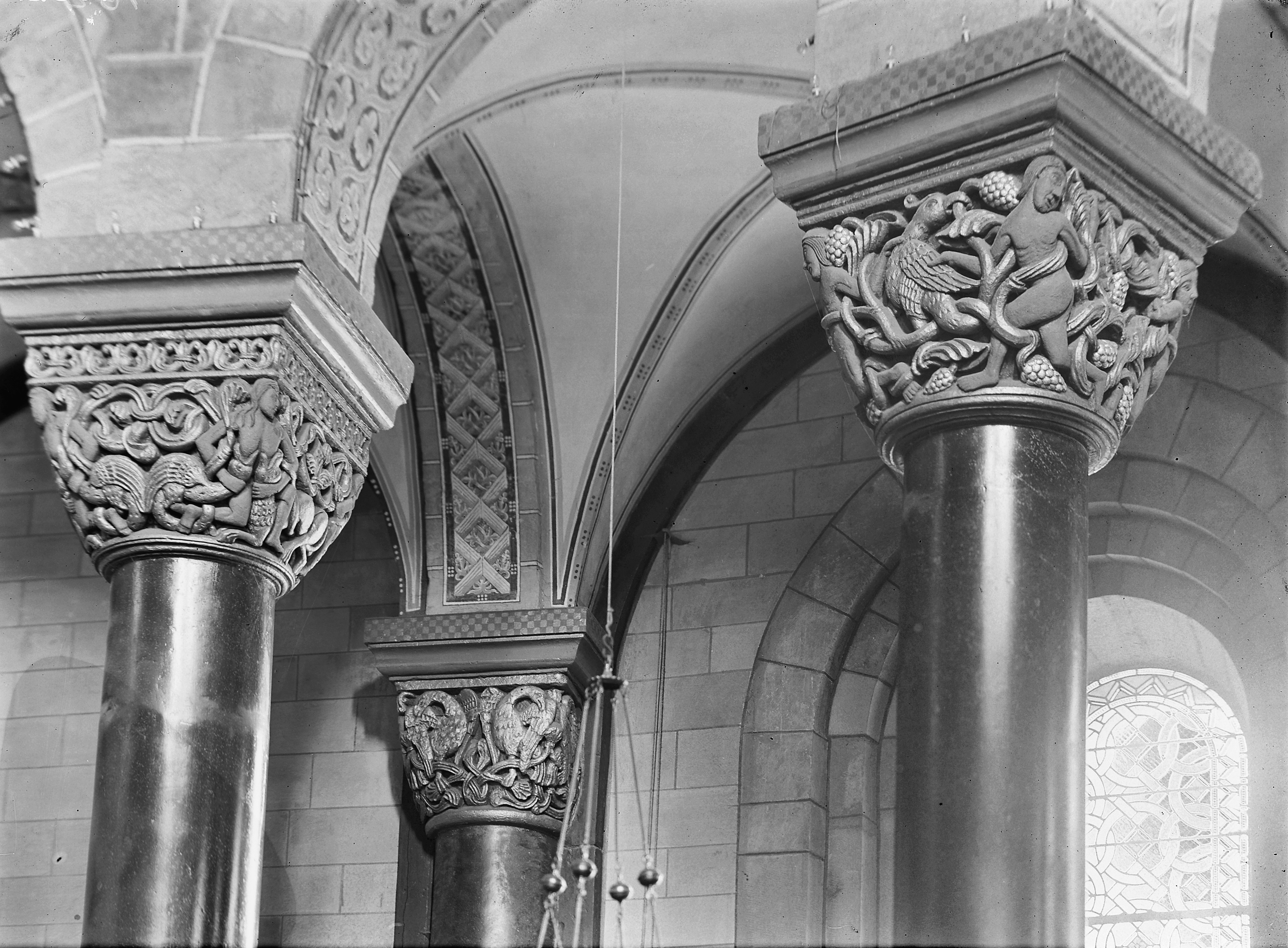
Chapiteau dans le déambulatoire représentant des scènes de l'Ancien Testament.

La structure romane de la basilique Notre-Dame jouit d'une grande renommée. En particulier, les 20 chapiteaux richement sculptés du chœur oriental comptent parmi les points forts de la sculpture mosane. Ils représentent des scènes de l'Ancien Testament, des bestiaires et autres images du Moyen Âge. Un des chapiteaux, le chapiteau Heimo (Heimo-kapiteel), représente un visage, probablement l'un des sculpteurs, se soumettant au chapiteau représentant Marie. L'extérieur du chœur est richement décoré, bien que les chapiteaux y soient plus abîmés. Certains, gravement endommagées, ont été remplacées par les ouvriers de Pierre Cuypers.
Dans le vestibule de l'église se trouvent un certain nombre de reliefs romans qui n'étaient pas présents à l'origine. Le Serment des reliques (Eed op de relieken) était, avant la restauration du XIXe siècle, muré à l'extérieur de l'abside où les lois étaient discutées au Moyen Âge. Toutefois, selon l'historienne de l'art Elisabeth den Hartog, le serment était à l'origine situé près de l'ancien pont de la Meuse, situé, avant 1275, à quelques centaines de mètres au sud de l'actuel pont Saint-Servais, près de la place Notre-Dame. Le bas-relief indiquait que le pont était la propriété royale.

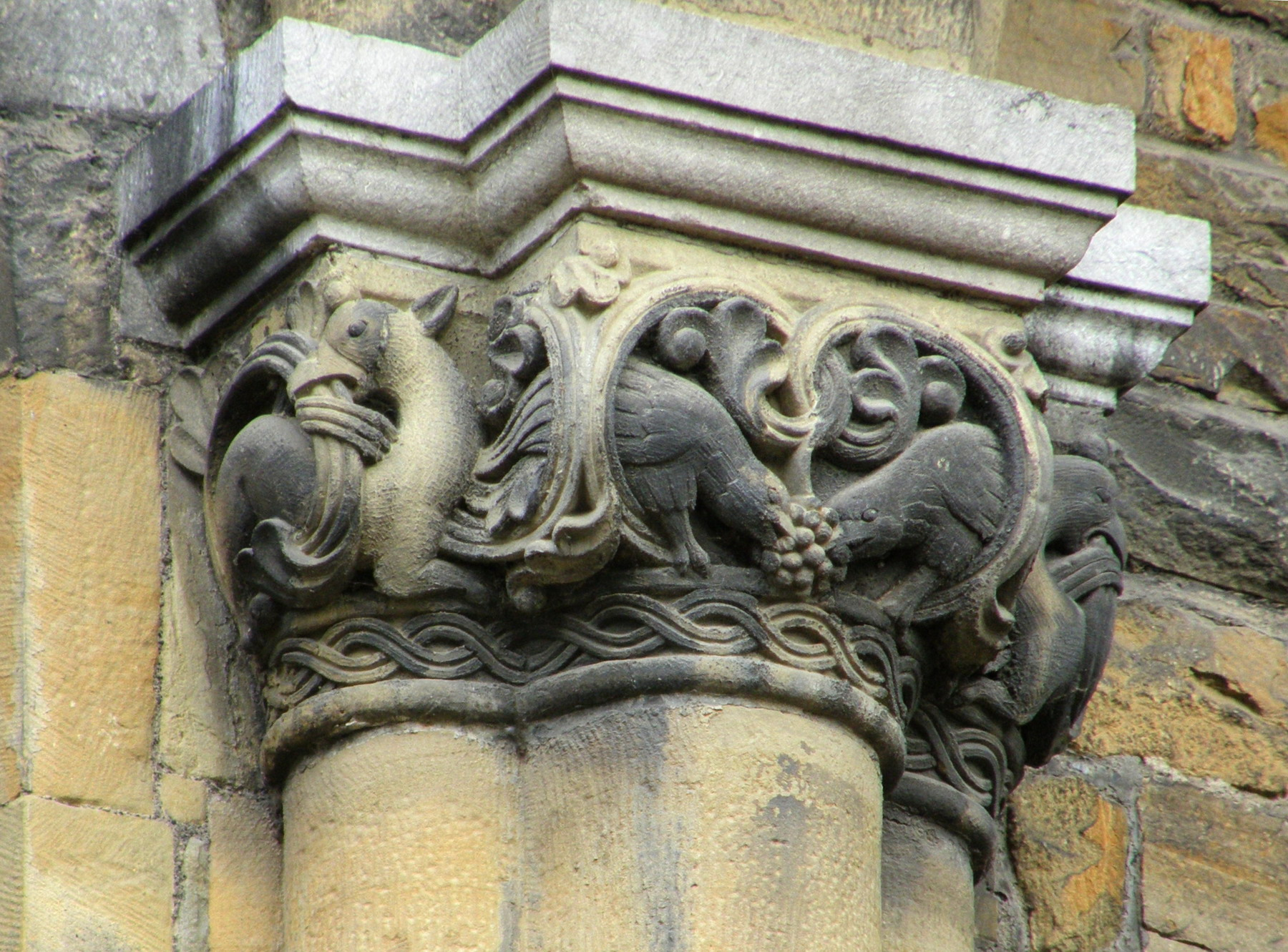
Chapiteaux dans l'abside représentant des oiseaux et des monstres marins.
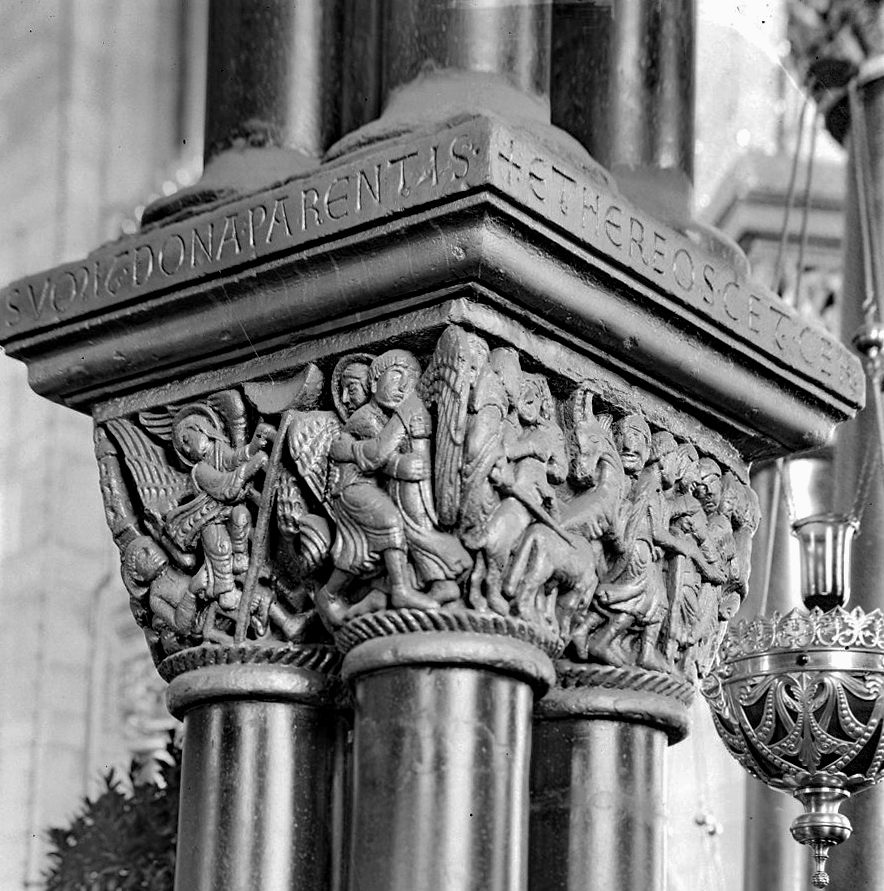
Chapiteau quadruple avec Ésaü et Jacob.
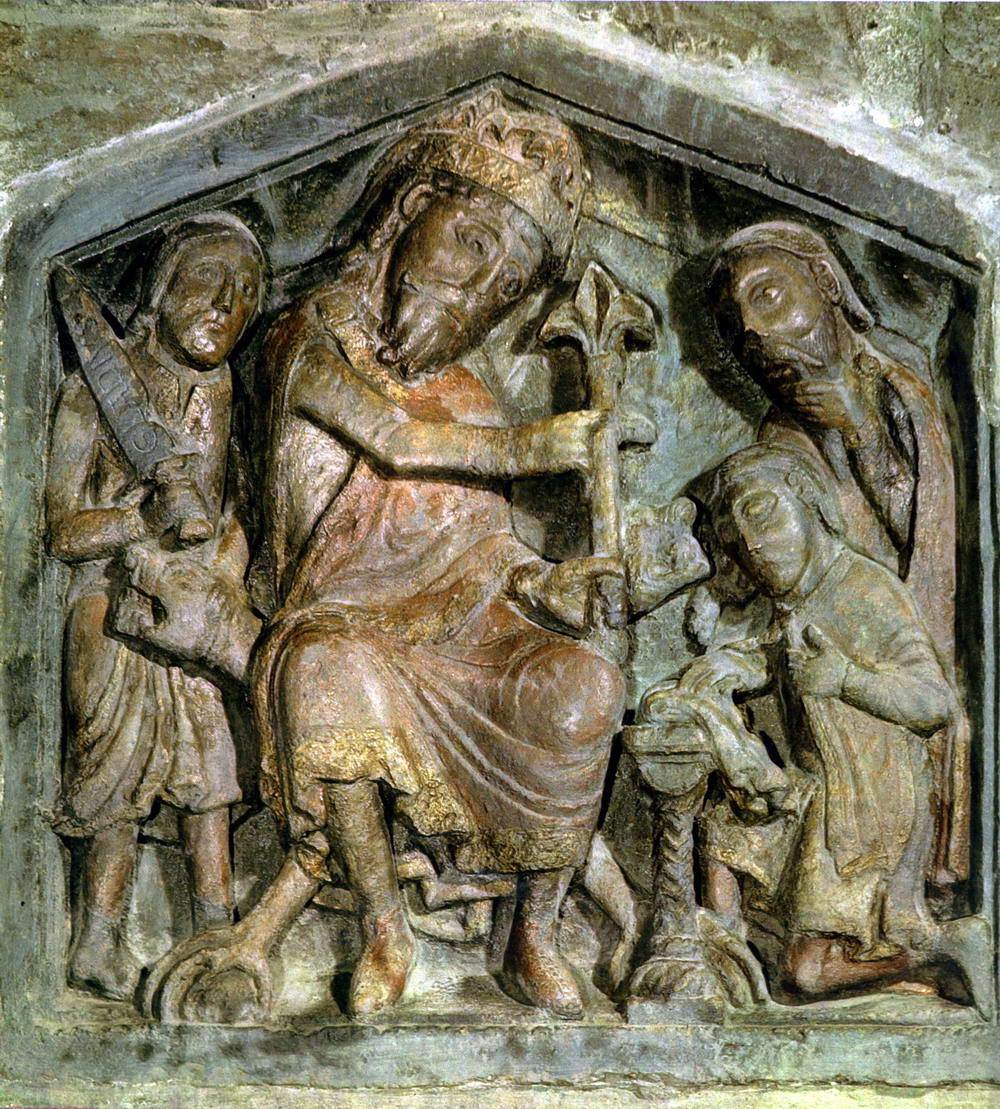
Vestibule. Relief serment sur les reliques.
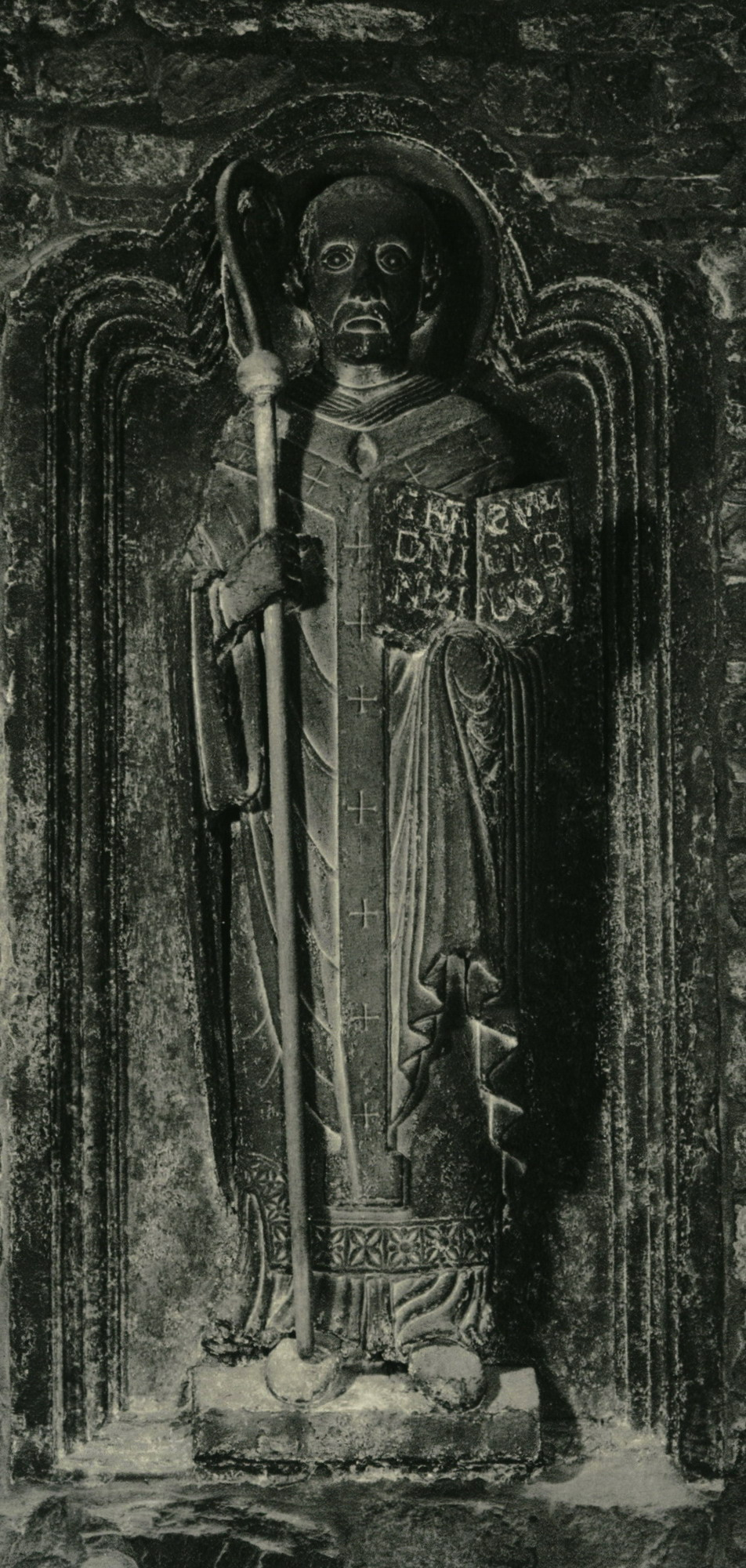
Vestibule. Relief de saint Nicolas.

### Cloître et chapelle de Mérode

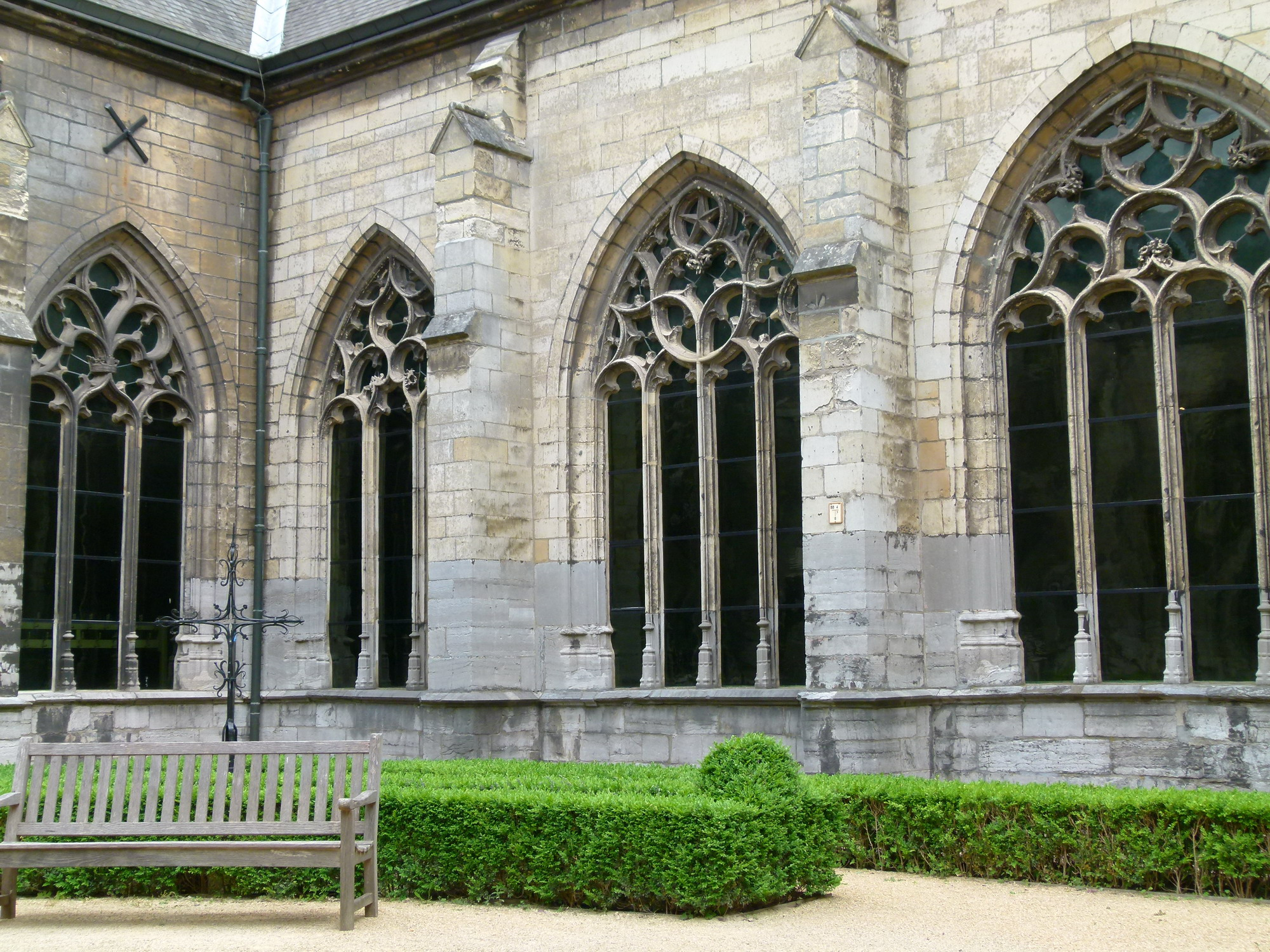
Cloître de style gothique tardif.

Depuis l'église, il est possible d'accéder au jardin du cloître. Celui-ci a été construit en marne en 1558-1559 dans un style gothique mosan tardif pour remplacer un cloître plus ancien dont deux colonnes sont conservées dans le cadre d'une porte. La partie supérieure présente les caractéristiques de la Renaissance liégeoise. Certains chapiteaux romans de l'ancien cloître sont conservés dans le musée des Bons-Enfants. L'étage du cloître est pavé de pierres tombales monumentales de différentes périodes. Certaines d'entre elles proviennent de la démolition, en 1837, de l'église Saint-Nicolas. La plupart portent des inscriptions en néerlandais. Les chanoines qui ont été enterrés avant la levée du chapitre ont généralement des pierres tombales gravées en latin, et comportent souvent des blasons. Sur les murs, quatorze obits, qui viennent de l'église Saint-Nicolas, sont accrochés.
En 1996, une équipe d'archéologues a recherché dans le cloître les restes de l'ancienne église. Bien qu'ils n'aient pas trouvé l'ancienne sacristie, ils ont découvert un solidus, une pièce de monnaie romaine en or. Dès 1910, dans le cloître, les fondations en pierre d'une tour de la muraille romaine ont été découvertes. Cette tour faisait partie du castrum romain autour de l'an 313.
Vers 1460, le prévôt Arnoldus de Mérode fit construire sur le côté sud du cloître un baptistère, appelé plus tard la chapelle de Mérode. En 1887 et de 1909 à 1916, la chapelle a été restaurée sous la direction de P. Cuypers et redécorée, et la statue de Marie « étoile de la mer » (Sterre der Zee) y a été posée.

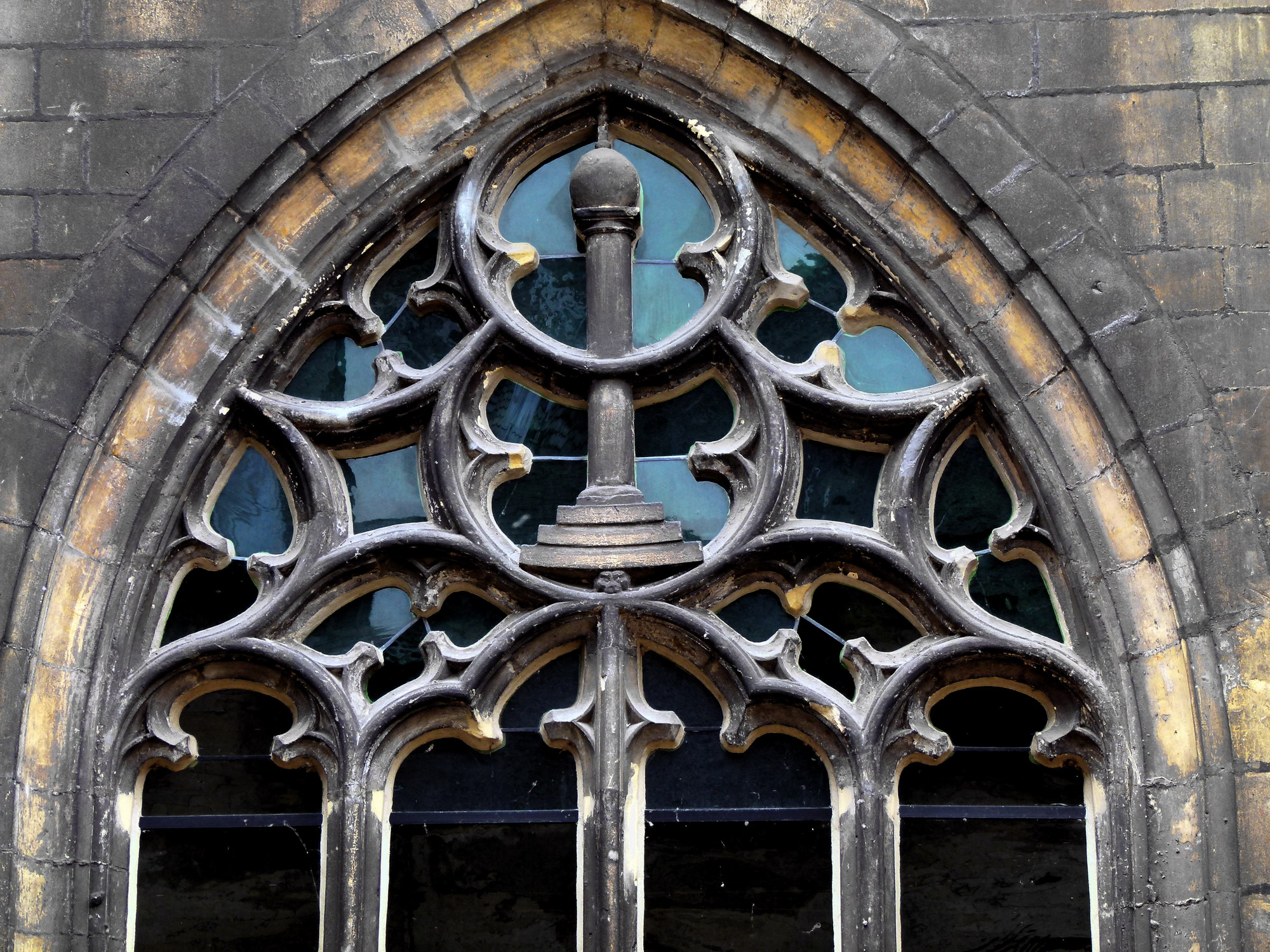
Détail des fenêtres de style gothique tardif du perron.
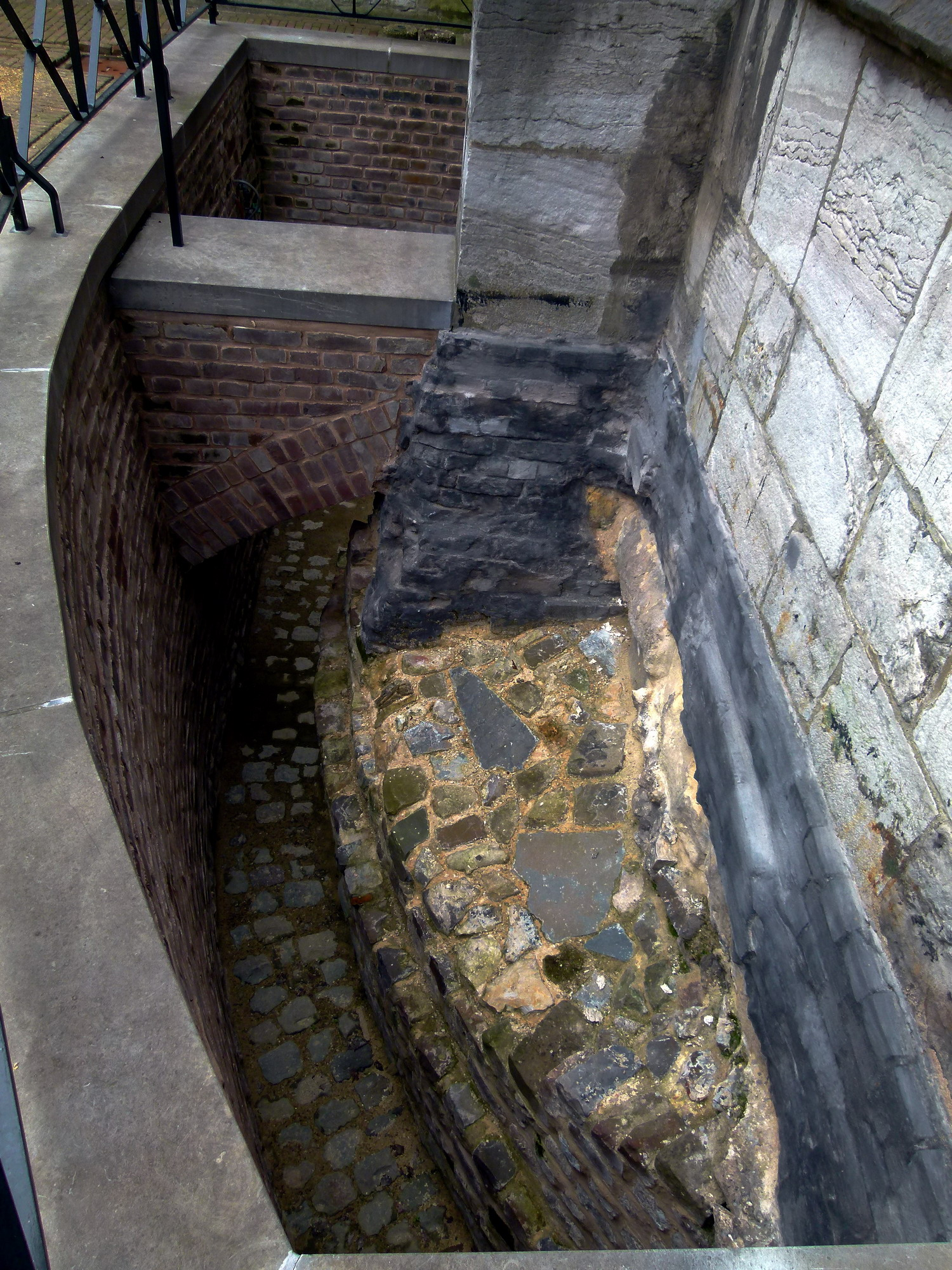
Excavation du mur du castrum.
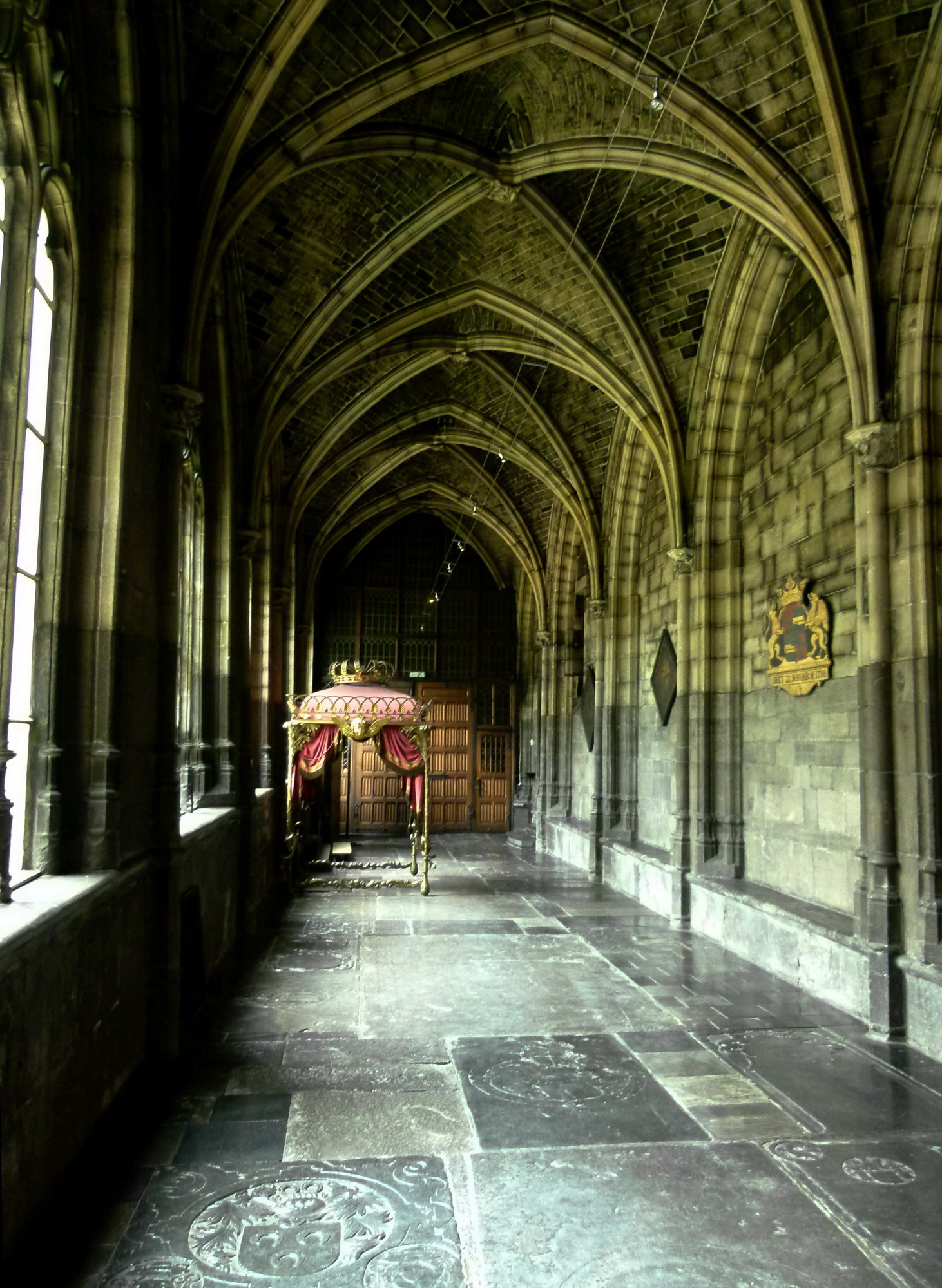
Cloître avec les pierres tombales.
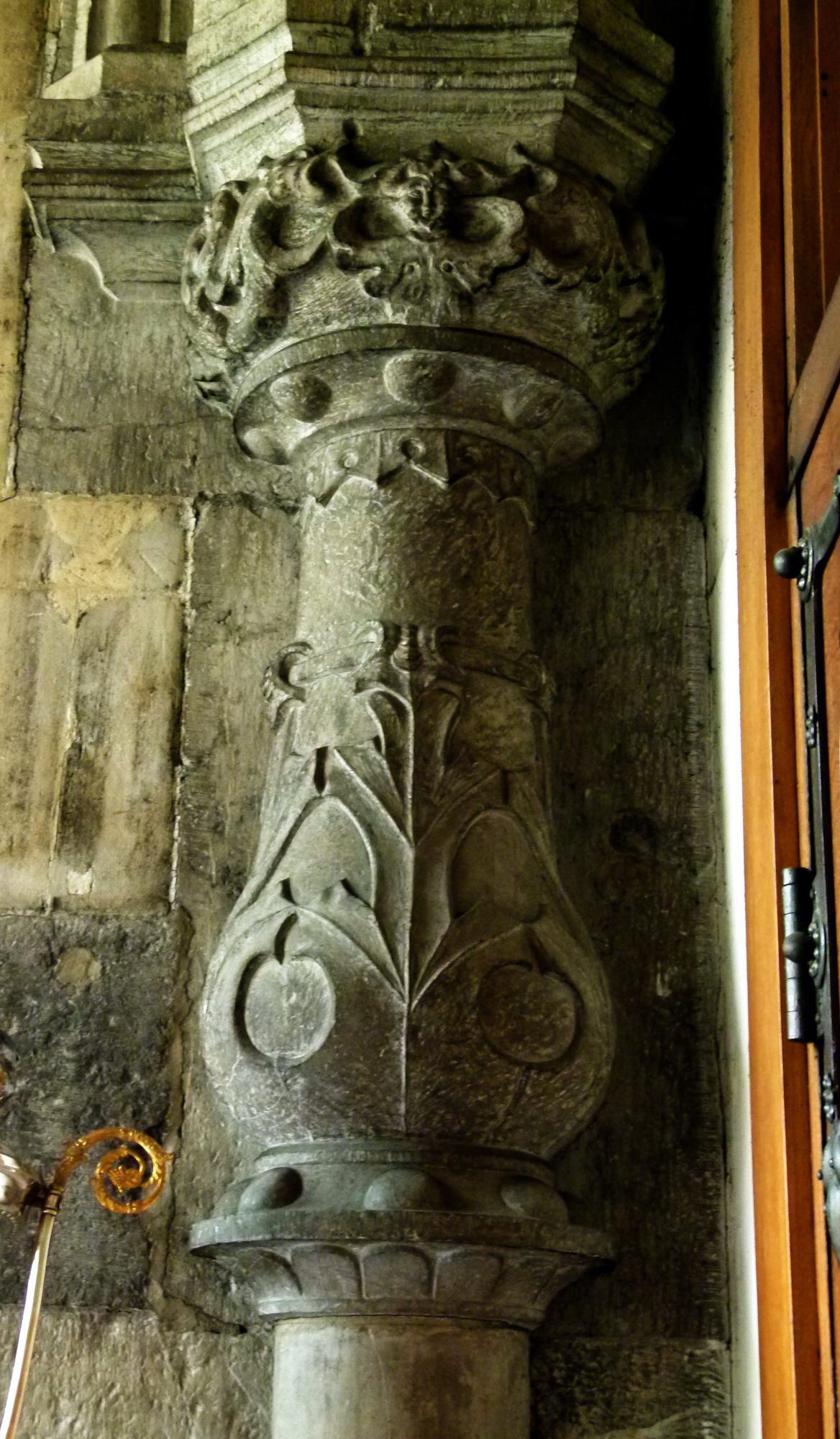
Cadre de porte (de style Renaissance liégeoise).

## Trésor de la basilique Notre-Dame
La basilique Notre-Dame a un trésor important recueilli au cours des siècles par le chapitre puis, plus tard, par le Conseil de la paroisse. Du fait d'importantes pertes sous la période française, et plus tard aux XIXe et XXe siècles, le trésor de la basilique ne représente, aujourd'hui, qu'une fraction de ce qu'il était autrefois. Il comprend des reliques, des vases liturgiques ainsi que d'autres objets liturgiques, des vêtements et autres textiles, ainsi que des livres et des charte.

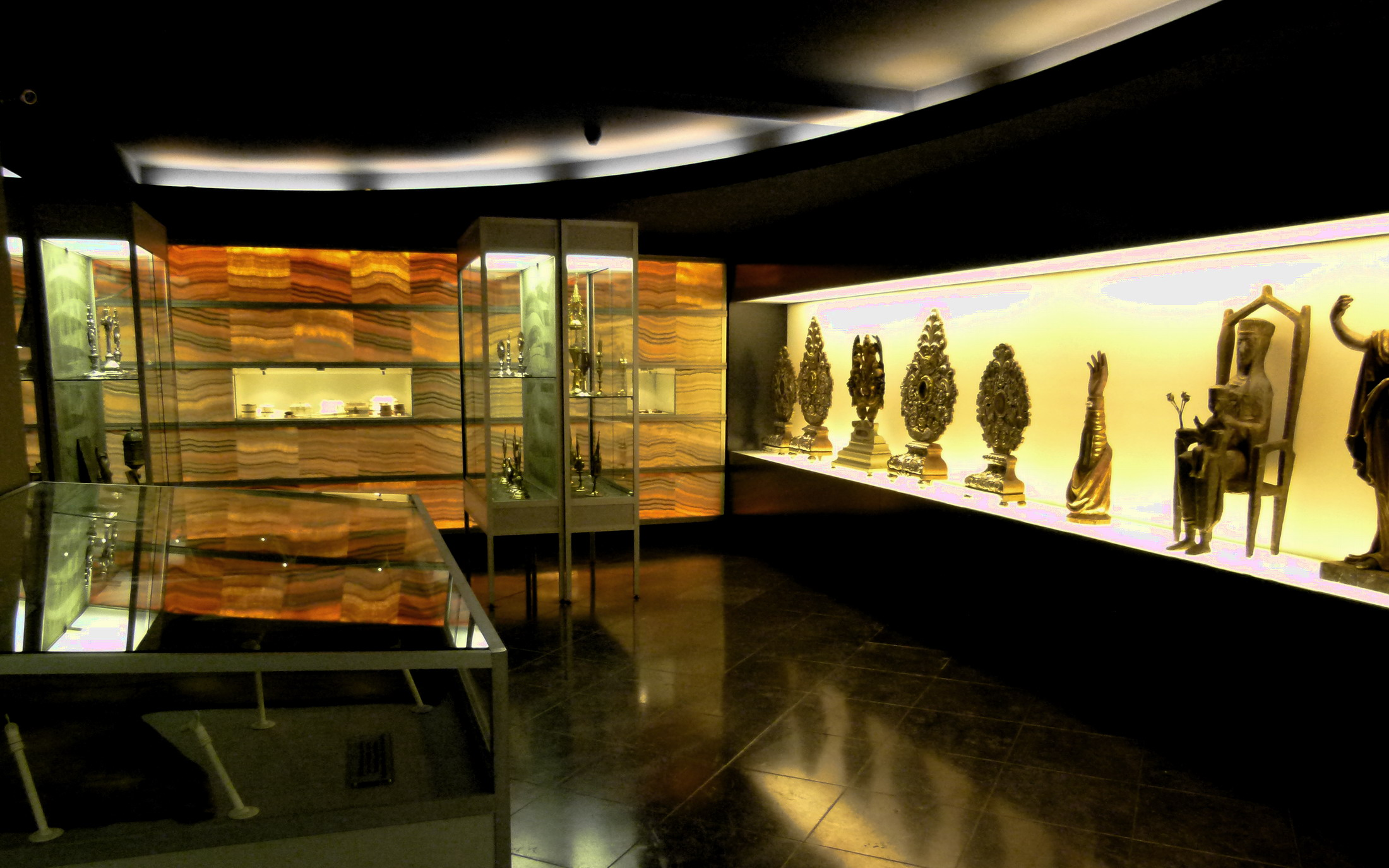
Le trésor.
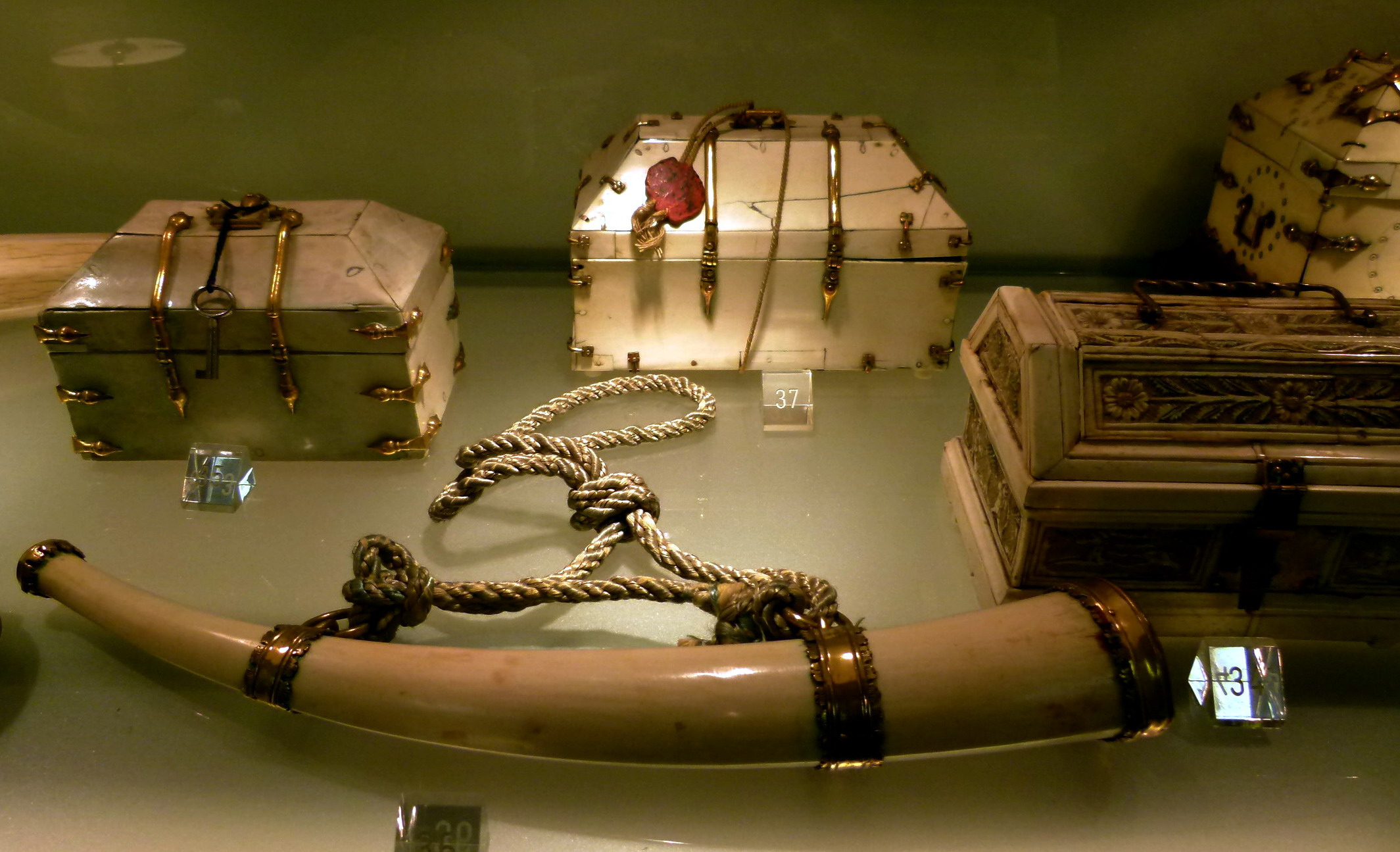
Collection d'ivoires.
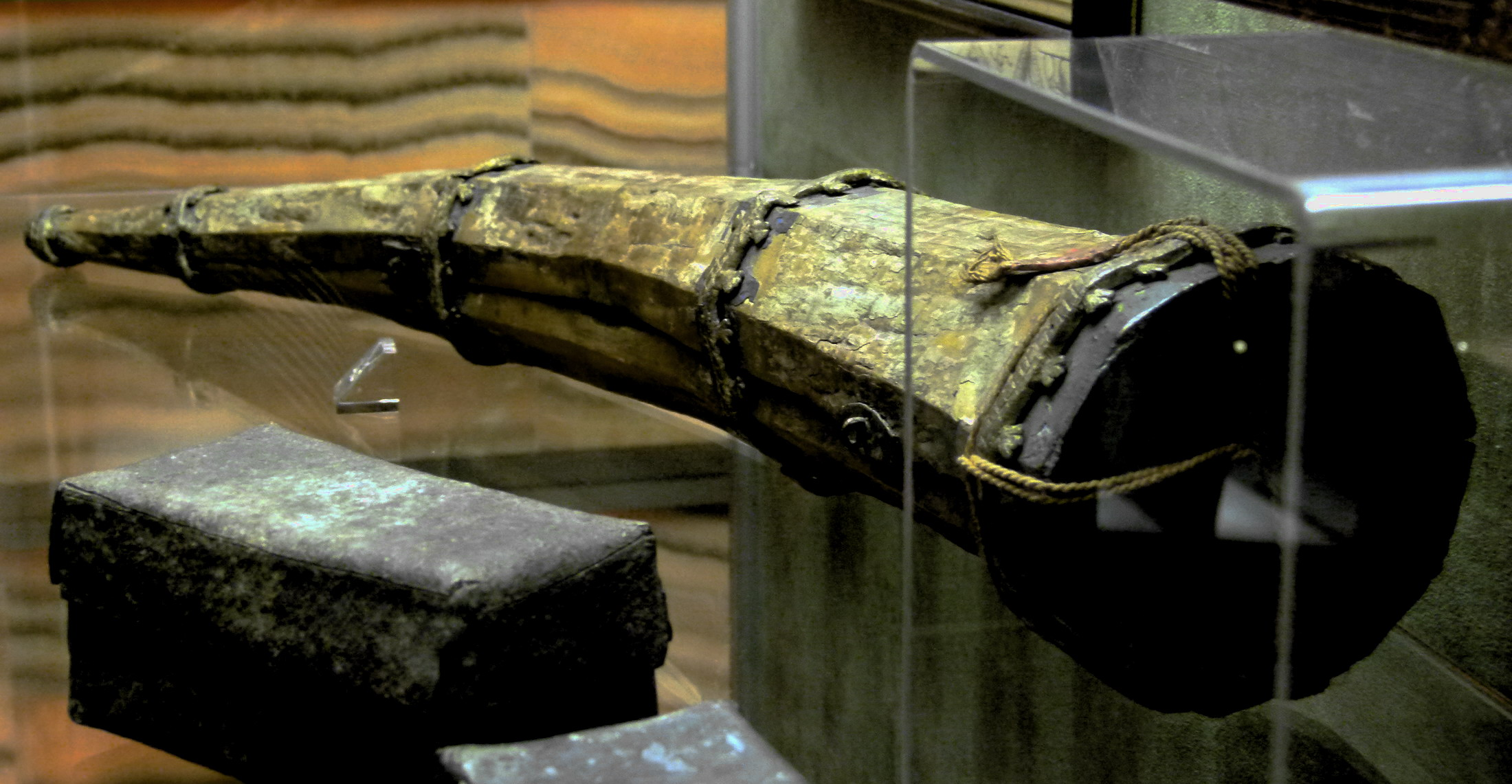
Corne reliquaire et coffret de plomb.
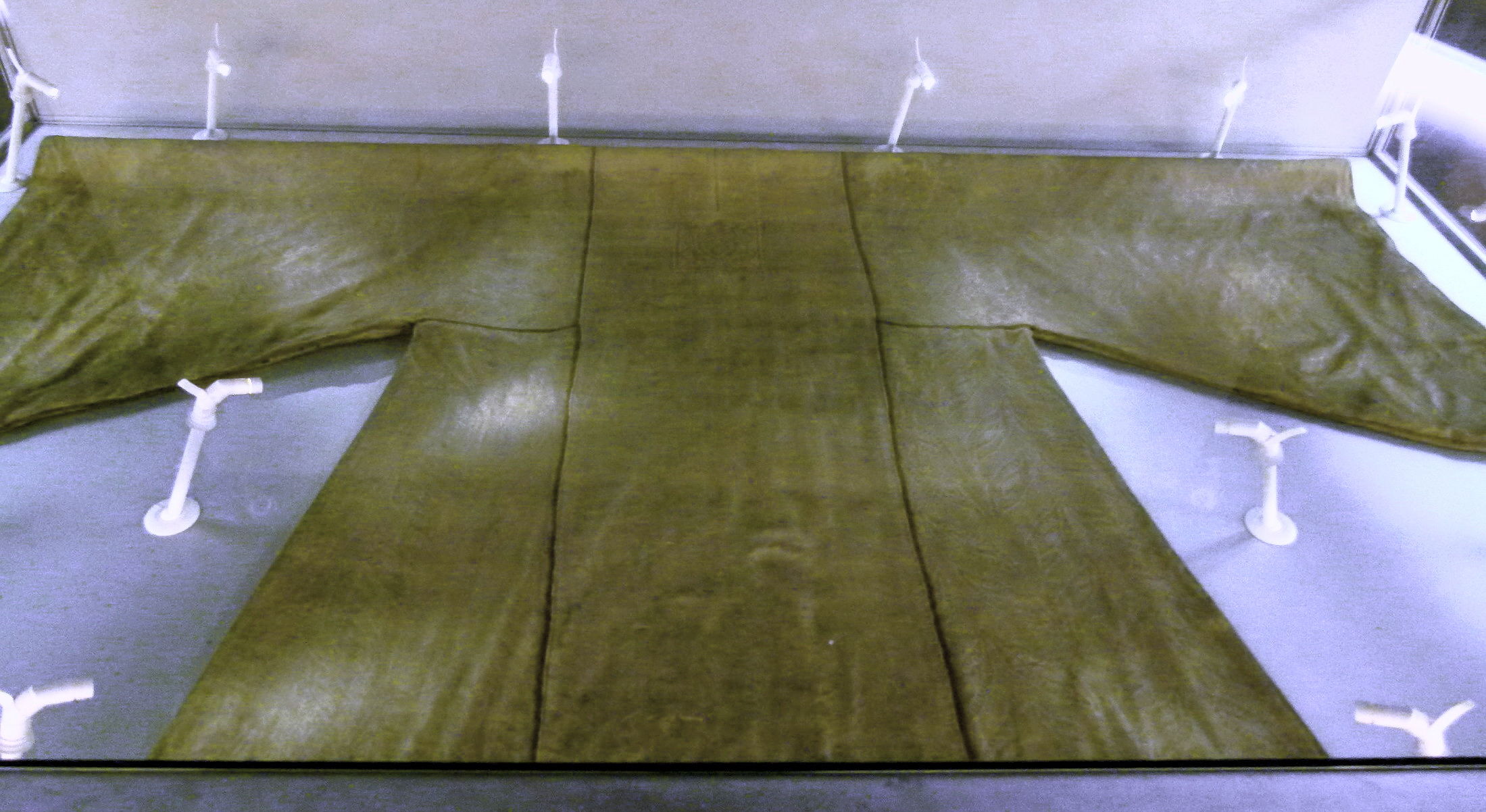
« Robe de Saint Lambert ».